# Ken Tokura
Ken Tokura (født 16. juni 1986) er en japansk fodboldspiller.
Han har spillet for flere forskellige klubber i sin karriere, herunder Kawasaki Frontale, Thespa Kusatsu, Vissel Kobe og Hokkaido Consadole Sapporo.